# Canthon septemmaculatus
Canthon septemmaculatus là một loài bọ cánh cứng trong họ Bọ hung (Scarabaeidae).